# Plattentheorie
Plattentheorien beschreiben die Eigenschaften von Platten in der Technischen Mechanik. Um die Berechnungen handhabbar zu machen, bedient sie sich einiger Vereinfachungen und legt fest, unter welchen Bedingungen sie gültig ist.
Dabei wird ein im Allgemeinen dreidimensionales dynamisches Problem durch Vernachlässigung kleiner Größen in ein zweidimensionales Problem überführt, das dynamisch, quasi-statisch oder statisch ist.
Plattentheorien dürfen angewandt werden, wenn angenommen werden kann,
- dass die Platte als ebenes Flächentragwerk ausschließlich normal zu ihrer Mittelebene ({\displaystyle z=0}) beansprucht wird (Unterscheidung zur Scheibe) und
- dass die Normalspannung {\displaystyle \sigma _{Z}} normal zur Mittelfläche vernachlässigt werden kann: {\displaystyle \sigma _{Z}\approx 0}.

## Theorien
Je nach Größenordnung der äußeren Lasten und Beschleunigungen sowie der Randbedingungen des ursprünglichen 3D-Problems muss eine geeignete Plattentheorie gewählt werden, die das ursprüngliche Problem hinreichend gut nähert.

### Nach Geometrie der Platte
Abhängig vom Verhältnis der Plattendicke {\displaystyle d} gegenüber den übrigen geometrischen Ausdehnungen, z. B. zur charakteristischen Länge {\displaystyle l}, sind zu unterscheiden:
- Ist dieses Verhältnis vernachlässigbar klein: {\displaystyle {\frac {d}{l}}\ll 1}, so kann eine Theorie dünner Platte verwendet werden. Bei dünnen Platten bleiben gerade Linienabschnitte, die ursprünglich orthogonal auf der Mittelfläche standen, in guter Näherung auch im verformten Zustand gerade und orthogonal zur verformten Mittelfläche (Normalenhypothese, Kirchhoff-Love-Hypothese; vgl. Bernoulli-Balken).
- Ist erst die 3. Potenz des o. g. Verhältnisses sehr klein: {\displaystyle \left({\frac {d}{l}}\right)^{3}\ll 1}, so handelt es sich um moderat dicke Platten. Bei moderat dicken Platten sind die Verwölbungen nicht mehr vernachlässigbar und es müssen Theorien verwendet werden, in denen unverformte gerade senkrechte Linien im verformten Zustand zwar gerade bleiben, aber nicht mehr senkrecht auf der Mittelfläche stehen (Theorie für schubweiche Platten; vgl. Timoshenko-Balken).

### Nach Größe der Verformung
Abhängig vom Verhältnis (des Betrages) der Verformungen {\displaystyle u} der Platte zu ihrer Dicke {\displaystyle d} sind zu unterscheiden:
- Ist dieses Verhältnis  klein: {\displaystyle {\frac {u}{d}}\ll 1}, so kann eine lineare Plattentheorie verwendet werden (Plattentheorie nach Kirchhoff).
- Ist die Durchbiegung in der Größenordnung der Plattendicke: {\displaystyle {\frac {u}{d}}\approx 1}, so muss die nichtlineare Theorie für moderate Durchbiegung verwendet werden, wobei trotz kleiner Verzerrungen das Platten- und das Scheibenproblem nicht mehr entkoppelt ist (Plattentheorie nach von Kármán).
- Liegen die Durchbiegungen in der Größenordnung der Plattenabmessungen (charakteristische Länge): {\displaystyle {\frac {u}{d}}\gg 1}, so muss eine Plattentheorie für große Deformation verwendet werden, wobei es sich, je nach Randbedingungen und äußeren Lasten, entweder um ein reines Biege- oder um ein reines Membran- bzw. Schalenproblem handeln kann.

### Übersicht
| große Durchbiegungen u {\displaystyle \gg } d bzw. u ≈ l | Biegung oder Schalenproblem                                                | räumlicher Spannungszustand                                                                                      | räumlicher Spannungszustand                                                                                      | räumlicher Spannungszustand     |
| moderate Durchbiegungen u ≈ d                            | nichtlineare Plattentheorie (Plattenproblem gekoppelt mit Scheibenproblem) | ebener Spannungszustand; Verzerrungen parallel zur Mittelebene sind proportional zum Abstand von der Mittelebene | ebener Spannungszustand; Verzerrungen parallel zur Mittelebene sind proportional zum Abstand von der Mittelebene | räumlicher Spannungs- zustand   |
| kleine Durchbiegungen u {\displaystyle \ll }d            | lineare Plattentheorie (Plattenproblem entkoppelt von Scheibenproblem)     | ebener Spannungszustand; Verzerrungen parallel zur Mittelebene sind proportional zum Abstand von der Mittelebene | ebener Spannungszustand; Verzerrungen parallel zur Mittelebene sind proportional zum Abstand von der Mittelebene | räumlicher Spannungs- zustand   |
|                                                          |                                                                            | *gerade, orthogonal                                                                                              | *gerade, nicht orthogonal                                                                                        | *nicht gerade, nicht orthogonal |
|                                                          |                                                                            | dünne Platte d/l {\displaystyle \ll } 1                                                                          | moderat dicke Platte (d/l)³ {\displaystyle \ll } 1                                                               | dicke Platte                    |

*) Linien, die im unverformten Zustand gerade und orthogonal auf der Mittelebene sind, sind im verformten Zustand…

## Beteiligte Wissenschaftler
- Jakob II Bernoulli
- Ernst Florens Friedrich Chladni
- Leonhard Euler
- Sophie Germain
- Joseph-Louis Lagrange
- Claude Louis Marie Henri Navier
- Siméon Denis Poisson
- Gustav Robert Kirchhoff
- John William Strutt, 3. Baron Rayleigh
- Augustus Edward Hough Love
- Theodore von Kármán
- Stepan Tymoschenko
- Raymond D. Mindlin
- Eric Reissner
- Yakov Solomonovich Uflyand[1]